# Marcel Dehaye
Pour les articles homonymes, voir Dehaye.
Marcel Dehaye, né le 15 décembre 1907 à Bruxelles (province de Brabant) et mort en 1990, est un journaliste, romancier et éditeur de bande dessinée belge, connu comme rédacteur en chef du Journal de Tintin et sous le pseudonyme de Jean de la Lune.

## Biographie
Marcel Dehaye a pour ami de jeunesse Guy Dessicy,. Il écrit quelques romans dont Bob ou l'enfant nouveau en 1930. Il écrit aussi pour le théâtre.
Marcel Dehaye, qui signe sous le pseudonyme de Jean de la Lune ses billets dans Le Soir volé. Georges Sion le compare à Paul Werrie du Nouveau Journal quant à la conservation de son honnêteté intérieure.
Il ne se cantonne pas à la littérature mais travaille aussi dans le monde de la bande dessinée. Il est tout d'abord le premier secrétaire de 1942 à 1953, ainsi que l’ami et le confident d'Hergé, puis, il est le rédacteur en chef du Journal de Tintin de janvier 1959 à décembre 1965. Malade et perdant la mémoire, il passe la fin de vie dans un établissement spécialisé où il meurt en 1990.

## Œuvres

### Publications
- Bob ou l'enfant nouveau, Bruxelles, La Renaissance du Livre, 1930 (OCLC 902573511)
- Jésus revient[8], La Renaissance du Livre, 1932
- Monsieur Merle, Bruxelles, Éditions Albert, 1934 (OCLC 459119172)
- Hopje l'insaisissable, Jean-Pierre Jacques de Dixmude (illu), Bruxelles, Les Écrits, 1942 (OCLC 65141205)
- Billets, ill. Evany, Bruxelles, Éditions de la Toison d'Or, 1943 (OCLC 1400642563)
- Bob à la campagne, Bruxelles, Durendal, coll. « Roitelet », 1963 (OCLC 1009832444)

### Discographie
- Adorable Musique / Mirabelle[9], Daniel Dejean – Palette (1969).